# Апаев, Нажмутдин Дадавович
Нажмутдин Дадавович Апаев (8 февраля 1963, с. Эрпели, Буйнакский район, Дагестанская АССР, РСФСР, СССР) — советский и российский мастер ушу и тайбоксер.

## Спортивная карьера
Ушу начал заниматься в 1989 году в махачкалинском спортивном клубе «Тарки-Тау». Является воспитанником Магомедкамиля Рабаданова. В 1990 и в 1991 году становился серебряным призёром чемпионата СССР по ушу. В 1991 году стал чемпионом РСФСР по ушу. Также занимался тайским боксом. В 1996 стал чемпионом России по тайскому боксу. В 1996 году на чемпионате мира по тайскому боксу стал бронзовым призёром. После окончания спортивной карьеры работает тренером по тайскому боксу, тренировал в Махачкале. Также работал тренером-преподавателем в каякентской районной ДЮСШ.

## Достижения
- Чемпионат СССР по ушу 1990 — ;
- Чемпионат РСФСР по ушу 1991 — ;
- Чемпионат СССР по ушу 1991 — ;
- Чемпионат России  по тайскому боксу 1996 — ;
- Чемпионат мира по тайскому боксу 1996 — ;

## Личная жизнь
Родился в селе Эрпели. По национальности — кумык. В 1980 году окончил школу в Эрпели. В 1986 году окончил Хасавюртовское педагогическое училище. 